# Santiago (roman)
Pour les articles homonymes, voir Santiago (homonymie).
Santiago (titre original : Santiago) est un roman de Mike Resnick paru en 1986. Se déroulant dans un lointain avenir, sur les mondes frontières de l'espace colonisé par l'humanité, on peut qualifier ce roman de space western.

## Quatrième de couverture
On dit que sa mère était une comète et son père un vent cosmique… Ainsi parle la légende de Santiago, cet insaisissable et mystérieux criminel qui sévit depuis trente ans sur la Frontière Interne, cette zone située près du cœur de la galaxie, et dont les planètes commencent à peine à être colonisées. Sa tête a été mise à prix pour une somme faramineuse, mais personne ne l'a jamais vu. Au point que certains disent qu'il n'existe pas. C'est plus ou moins ce que pense Sebastien Rossignol Cain, dit l'Oiseau-Chanteur, un chasseur de primes solitaire et désabusé, mais qui figure parmi les meilleurs de sa profession. Pourtant un jour, sur la petite planète perdue de Keepsake, il reçoit la confidence d'un vieux barman qui lui donne l'adresse d'un homme qui saurait comment trouver Santiago.

## Présentation de l'œuvre
Santiago. Un mythe du lointain avenir est un roman de science-fiction de l'auteur américain Mike Resnick paru aux États-Unis en 1986 et en France en 1993. 
Le récit se divise en six livres, chacun plus ou moins centré autour d'un personnage. Chaque chapitre est introduit par un quatrain d'Orphée Noir, un poète moderne rédigeant une épopée sur les grandes figures de la Frontière Interne. Si Orphée Noir n'apparaît jamais dans le récit, il est souvent fait mention de lui. Chroniqueur de son époque, son nom et son histoire fait directement allusion à l'Orphée de la mythologie grecque, célèbre barde parti chercher son amour Eurydice aux enfers.
À chaque personne qu'il mentionne dans sa chronique, il attribue un surnom. C'est ainsi que Sebastien Cain s'est vu appelé "l'Oiseau-Chanteur" (à cause de son deuxième prénom : Rossignol), à son grand désarroi. Le nombre de quatrains est proportionnel à la réputation du personnage. Orphée Noir s'est également fixé pour règle de ne pas écrire avant d'avoir rencontré la personne en question.
Beaucoup de noms de personnages du roman ont ainsi une allusion biblique ou mythologique, qui reflète leur vie et leur destin.

## Origine du thème du roman
L'intégralité du roman est une transposition directe dans un cadre futuriste de l'Ouest Sauvage comme on peut le voir dans les films de Sergio Leone. Tous les codes du genre y sont : une galerie de personnages pittoresques, souvent désabusés et cyniques, allant du desperado brutal au prédicateur inspiré, en passant par le charlatan, la fine gâchette, la fille au caractère trempé, le chercheur d'or, le joueur de poker, le vieux tavernier, les indigènes belliqueux mais condamnés à disparaître… le tout dans l'ambiance poussiéreuse des petites villes de pionniers, encore mal assurées face à l'immensité des espaces qu'elles viennent à peine de défricher.

## Résumé
Dans un bar miteux de Moritat, sur la planète Keepsake, Sebastien Cain, ex-révolutionnaire devenu chasseur de primes, rencontre un confrère, Gille Sans-Pitié, qui lui apprend que l'Ange, un autre redoutable chasseur au palmarès légendaire, s'apprête à débarquer sur la Frontière Interne, alors qu'il opère habituellement sur la frange externe de la galaxie. Gille pense que l'Ange a un tuyau sur où trouver Santiago, un mystérieux criminel que personne n'a jamais vu, mais qui court toujours depuis presque trente ans. L'ex-prospecteur qui tient le bar lui fait également une confidence : le nom d'un homme qui aurait approché Santiago il y a dix-sept ans, et saurait donc à quoi il ressemble. Cet homme, c'est Jonathan Stern. Voleur, tueur, aventurier, il s'est retiré dans la ville quasi-fantôme de Port-Étrange, en compagnie de son harem.
Là-bas, Cain rencontre "Demi-penny" Terwilliger un joueur de poker impénitent qui fuit la colère d' Hiram "HommeMontagne" Bates – une brute à la force inhumaine, à qui il doit plus de deux cents mille crédits. Son entrevue avec Stern lui apprend un détail curieux : Santiago aurait une cicatrice en forme de S sur le dos de la main droite. Receleur, Stern a traité des années avec la bande de Santiago, par un intermédiaire du nom de Duncan Black. Black est mort depuis trois ans, mais pas sa femme, la Rose des Sargasses, qui tient une casse d'aéronefs en orbite autour de Bella Donna. Emmenant Terwilliger avec lui, Cain est ensuite aiguillé par la Rose vers Whittaker "Socrate" Drum, vivant sur Declan IV.
Cain et Socrate se connaissent. Ils étaient tous deux révolutionnaires sur Sylaria. Mais Socrate avait trahi Cain, en devenant le nouveau tyran de la planète. Aujourd'hui, Cain n'est pas le seul à chercher Socrate, car Vertu MacKenzie, journaliste à la langue mordante et aux mauvaises manières, est parvenue à convaincre ses employeurs qu'elle pourrait obtenir une interview de Santiago. Mais Socrate préfère se tuer plutôt que de trahir le redoutable bandit. Faute de mieux, Vertu et Cain se mettent d'accord pour unir leurs ressources.
Vertu part pour la planète Bâton d'Or, lieu de résidence du Vagabond, trafiquant d'art interplanétaire, qui accepte de l'aider dans l'optique de récupérer les pièces uniques que peut posséder Santiago. C'est également sur Bâton d'Or que se trouve le Père Williams, curieux personnage, prédicateur et chasseur de primes à ses heures. Vertu décide finalement d'approcher l'Ange, persuadée qu'il sera le premier à trouver Santiago. Pendant ce temps, Cain se rend sur Altaïr III, à la recherche d'une redoutable tueuse métisse possédant des pouvoirs psi nommée Altaïr d'Altaïr, dont il sait par la Rose des Sargasses qu'elle travaille pour Santiago. Cain est contraint de la tuer dans son antre, sans qu'elle ait pu révéler quoi que ce soit. À son retour, il rencontre le Vagabond, qui lui apprend le désistement de Vertu. Sebastien demande alors à Terwilliger de la suivre.
Mais ce dernier est finalement tué par HommeMontagne Bates sur Lambda Karos, alors qu'il allait rejoindre la journaliste. Bates est à son tour tué par l'Ange, avec une effrayante efficacité. Les deux groupes mènent leurs enquêtes respectives. Vertu suit l'Ange, qui semble détenir l'information, tandis que Cain et le Vagabond sont orientés par un étrange artiste appelé Yorick vers la planète agricole de Havre Sûr.
Une fois là-bas, Cain retrouve le Père Williams. En interrogeant les habitants, il se rend compte qu'il a suivi une piste que Santiago a laissée pour lui, et ce depuis le début, dans ce bar sur Keepsake. Lorsqu'il se retrouve enfin en face de lui, Cain apprend l'étonnante vérité. Santiago n'est pas un homme, mais plusieurs. Le chef d'une organisation secrète, qui sous couvert d'activités criminelles, vient en aide à tous les déshérités et les opprimés de la galaxie. En faisant volontairement courir des rumeurs d'exactions et de tueries, Santiago monopolise l'attention du gouvernement galactique, le détournant de son acharnement habituel sur le menu peuple.
Santiago tente de raviver chez Cain ses vieux idéaux de révolutionnaire, brisés il y a tant d'année par trois désillusions consécutives. Mais le temps presse. L'Ange débarque à son tour sur Havre Sûr. Après avoir mis hors combat le Père Williams (qui travaille en fait pour Santiago) il menace de massacrer la population si Santiago ne se montre pas. Le bandit accepte la rencontre, mais refuse le chantage de l'Ange, qui veut lui extorquer une fortune colossale. Le chasseur de primes le tue, mais il est abattu à son tour par Cain. Sur la main droite de ce dernier est scarifié un "S" : il succède à Santiago à la tête de l'organisation.
C'est donc en tant que Santiago qu'il donnera une interview à Vertu, et qu'il enverra au diable le Vagabond, avant de reprendre les rênes de l'organisation dans la droite ligne de ses prédécesseurs.

## Personnages principaux
- Sebastien "Rossignol" Cain Ancien révolutionnaire aux illusions perdues, devenu chasseur de primes réputé
- Vertu "La Reine Vierge" MacKenzie Journaliste indépendante et grande buveuse, à la recherche de l'interview de Santiago qui assurera sa fortune
- Le Vagabond Trafiquant d'art élevé par des extra-terrestres, gardant son nom secret
- "Demi-penny" Terwilliger Joueur de poker et tricheur surdoué
- Le Père Williams Prédicateur qui ne sort jamais sans ses deux impressionnants pistolets laser.
- L'Ange Réputé le plus fameux chasseur de primes de la galaxie. Nul ne connaît son vrai nom.
- Dimitri Sokol Richissime homme d'affaires, compromis avec des trafiquants. Il oriente Vertu vers le Vagabond
- Jonathan Stern Bandit retiré sur Port Étrange pour mener une retraite de débauche et de luxure
- Whittaker "Socrate" Drum Ancien compagnon d'armes de Cain
- Hiram "HommeMontagne" Bates Brute à la carrure de géant et à la force herculéenne
- Frisson-de-Lune Orpheline vagabonde, employée d'un bar sur Havre Sûr
- Schussler "le Cyborg" Autrefois c'était un homme. Après un accident qui a détruit son corps, des E.T bâtisseurs d'aéronefs ont intégré sa conscience dans l'ordinateur d'un vaisseau.
- Altaïr d'Altaïr Métisse E.T douée de pouvoirs psi, tueuse pour Santiago
- Simon "Le simple" Tueur à gages envoyé par Sokol
- Yorick Artiste dépendant à la drogue, informateur du Vagabond

## Citations
- « C'était l'époque où je croyais qu'un homme honnête pouvait changer le monde. La seule chose que je trouve vraiment drôle maintenant, c'est que tant de gens y croient encore. »

- « Il n'y a rien de très glorieux à aborder un homme qui ne vous a jamais vu, et de lui faire sauter la cervelle avant qu'il n'ait compris ce que vous lui vouliez. »

- « Nous ne sommes pas tous des tueurs, monsieur Cain. Cela requiert des instincts primitifs que tout le monde n'a pas. »

- « Saint Pierre était un pêcheur d'homme. Je suis un semeur de révolution. »